# ソング・フォー・マイ・ファーザー
「ソング・フォー・マイ・ファーザー」（Song for My Father）は、ホレス・シルヴァーが作曲した楽曲。オリジナルの録音は、シルヴァーのクインテットによって、1964年10月26日に行なわれた。この曲は、ジャズのスタンダード曲のひとつとなり、シルヴァーの代表作といえるものとなった。

## 楽曲の構成
「ソング・フォー・マイ・ファーザー」は、24小節のAAB形式の構造をもち、4/4拍子で演奏される。キーは、Fマイナー（ヘ短調）である。この曲にはボサノヴァに似た雰囲気があり、執拗低音が盛り込まれている。この曲に用いられている和音は、Fm9 - E♭9 - D♭9 - C9 の4つしかない。この曲は8分音符をイーブンに演奏し、（3連符のシャッフルに近い）いわゆるスウィングには演奏しない。

## オリジナル録音
オリジナルの録音では、シルヴァーのピアノを前面に出し、これをジョー・ヘンダーソン（テナー・サックス）、カーメル・ジョーンズ（トランペット）、テディ・スミス（ベース）、ロジェー・ハンフリーズ（ドラムス）が支えている。録音は、1964年10月26日にニュージャージー州のイングルウッド・クリフスで行なわれた。最初に発表されたのは、この曲をタイトル曲としたアルバム『ソング・フォー・マイ・ファーザー』においてであった。
「冒頭の即興伴奏 … に続いて、シルヴァーによる最も影響力のあったテーマのひとつが提示され、次いでリーダーであるシルヴァーと、ジョー・ヘンダーソンがそれぞれに完璧なソロをとる。ヘンダーソンのソロは、主題を変奏するという形で録音されたジャズの歴史の中でも最も偉大なソロのひとつであり、すべては冒頭の3つの音から編み出されている」。シルヴァーは、この曲の即興演奏の部分で、「歴史の先例を呼び起させるように、ブルーノートやブルース音階を用い、属和音（ドミナント）の和音の箇所にミクソリディア旋法によるモードの概念を盛り込み、スウィングするリズムを休符で区切っている。また、属和音（ドミナント）や主和音（トニックコード）のところでブルース音階を用い、3度、5度、7度をフラットにして演奏している」。2番に入った25小節目から、「シルヴァーはそれまでの3度のハーモニーを、4度のハーモニーへと切り替えている」。
「伴奏に見られるふたつの特徴は、メロディそのものに匹敵するほど重要である。第一に、ベーシストは、コードの根音と5度しか弾いていない … 第二に、リズム・セクションは、6小節ごとにブレイクを入れている。ベースのパターンも、休符のある小節も、テーマの提示の部分やソロの部分を通して一貫しており、演奏全体をひとつにまとめ、継続性を強く意識させるものとなっている。」

## 後年のバージョン
この曲は、2014年までに、180以上のバージョンが録音されていた。
冒頭のピアノの低音は、スティーリー・ダンの「リキの電話番号 (Rikki Don't Lose That Number)」にも借用されており、また管楽器のリフは、スティーヴィー・ワンダーの「くよくよするなよ (Don't You Worry 'Bout a Thing) にも使われた。アース・ウィンド・アンド・ファイアーも冒頭のベースの音を「Clover」で借用している。ポール・ウェラーは、ボックスセットのブックレットの中で、「スタイル・カウンシルの1984年の曲「Me Ship Came In」にこの曲のコード展開を流用した」と述べている。